# Rastište
Rastište (en serbe cyrillique : Растиште) est un village de Serbie situé dans la municipalité de Bajina Bašta, district de Zlatibor. Au recensement de 2011, il comptait 304 habitants.
Rastište est situé sur les rives du Beli Rzav (le « Rzav Blanc »).

## Démographie

### Évolution historique de la population
| 1948  | 1953  | 1961  | 1971 | 1981 | 1991 | 2002 | 2011 |
| ----- | ----- | ----- | ---- | ---- | ---- | ---- | ---- |
| 1 459 | 1 477 | 1 483 | 868  | 896  | 517  | 473  | 304  |

|  |